# Onufry Zagłoba
Jan Onufry Zagłoba este un personaj fictiv din Trilogia lui Henryk Sienkiewicz. Împreună cu alte personaje din Trilogia lui Sienkiewicz, Zagłoba ajunge în diverse încurcături și peripeții, luptă pentru Uniunea statală polono-lituaniană și caută aventuri și glorie. Zagłoba este considerat unul dintre cele mai populare și semnificative personaje ale lui Sienkiewicz. Cu toate că a fost adesea comparat cu personajul lui William Shakespeare, John Falstaff⁠(d), el trece și printr-o dezvoltare extinsă a caracterului, devenind un erou jovial și viclean. În culmea succesului său, Zagloba este ales regimentarz (în latină regimentum) — adjunctul unui hatman.

## Biografie

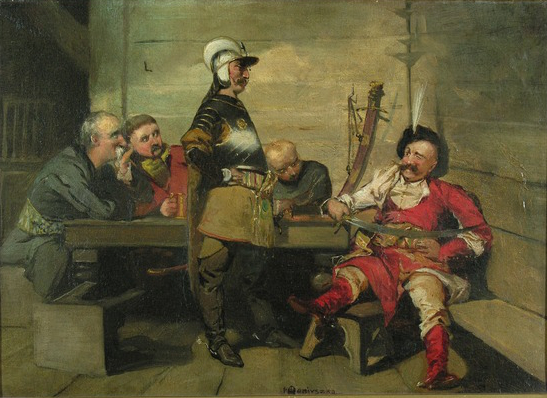
Zagłobą (dreapta)

După ce a întâlnit un alt personaj al Trilogiei, Jan Skrzetuski — slujitorul ducelui Jeremi Wiśniowiecki⁠(d) — Zagłoba, care a dus până acum un trai lipsit de sens ca un mic nobil, încercând să supraviețuiască prin exploatarea bunei credințe a altora, ajunge în compania unor personaje asemănătoare eroului și se schimbă încet, pentru a deveni demn de încrederea și prietenia lor. Împreună cu aceștia, Zagłoba ajunge în diverse încurcături și aventuri, luptă pentru Uniunea statală polono-lituaniană și caută fapte eroice și glorie. În timpul unei petreceri, într-o stare destul de avansată de ebrietate, el a fost primul care l-a numit trădător pe prințul Janusz Radziwiłł. În cele din urmă, el ajunge să fie o persoană destul de cunoscută pe scară largă, tratată cu respect de către marii magnați și ajunge să dea sfaturi regelui.
El era chel și pe jumătate orb, era cunoscut pentru dragostea sa pentru băutură și plăcerea de a povesti (de obicei, slăvindu-și propriile fapte), tendința de a-și bate joc de toată lumea și de orice, însă mai târziu ajunge să fie renumit și ca un tactician viclean.
Stema lui este Wczele sau Zagłoba.

## Semnificație și analiză literară

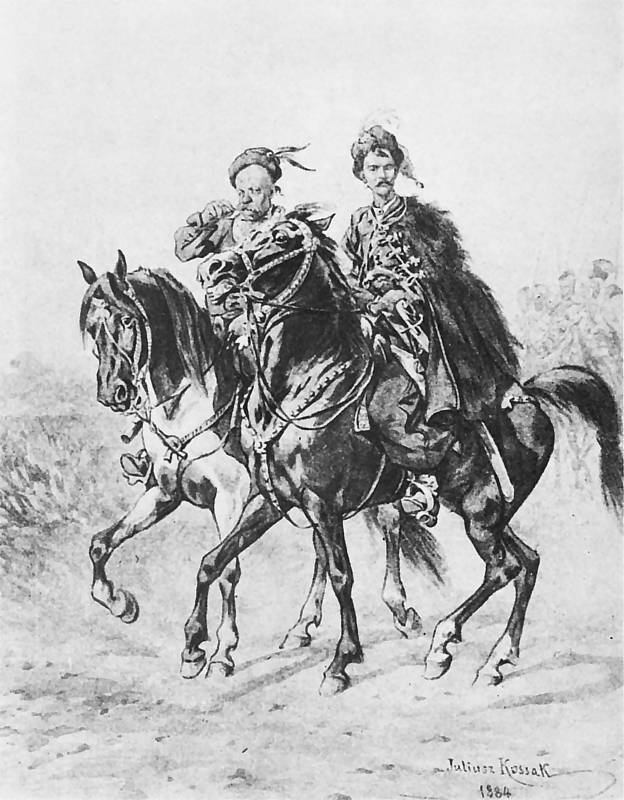
Zagłoba (în stânga) și Bohun de Juliusz Kossak

Zagłoba apare în seria de trei cărți a lui Sienkiewicz, Trilogia (Trylogia): Prin foc și sabie (Ogniem i Mieczem), Potopul (Potop) și în ultima parte a seriei, Colonelul Wolodyjowski (Pan Wołodyjowski).
Stanisław Kozłowski a notat că Zagłoba este văzut ca unul dintre cele mai populare și semnificative personaje din opera literară a lui Sienkiewicz. Roman Dyboski⁠(d) a scris că personajul plin de umor al lui Zagłoba a fost unul dintre cele mai durabile personaje din opera literară a lui Sienkiewicz. Horst Frenz⁠(d) a scris că Zagłoba „aparține pentru totdeauna galeriei de personaje comice nemuritoare a literaturii mondiale (deoarece) este complet original”.

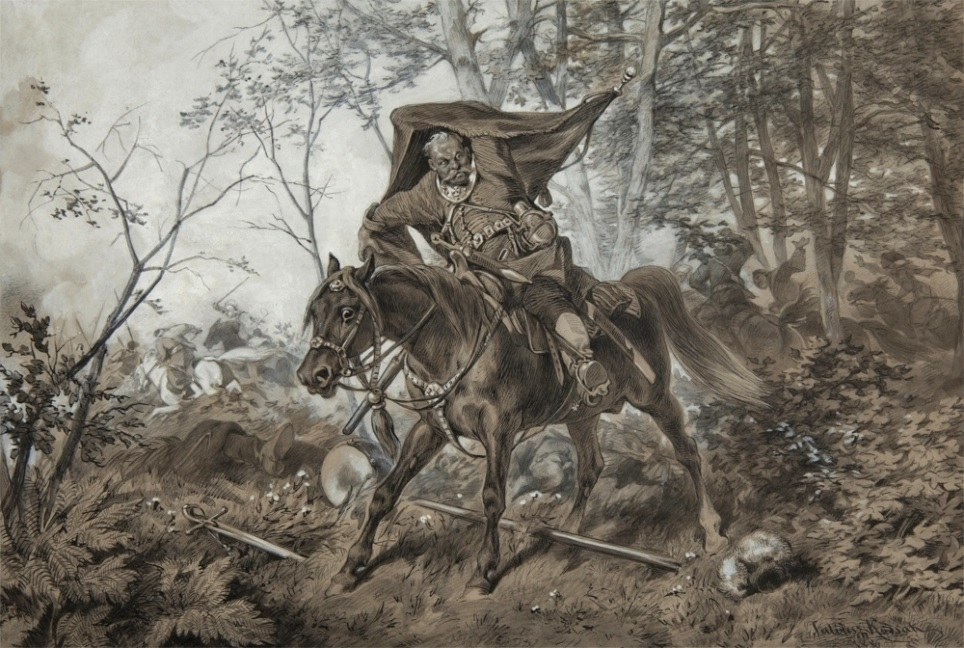
Juliusz Kossak - Zagłoba „cucerește” steagul

El a fost adesea comparat cu personajul shakespearian John Falstaff. Această comparație, făcută de Dyboski și alții, se bazează adesea pe înclinația lui pentru băutură și petrecere, limba ascuțită, viclenia și povestirea exagerată a aventurilor sale din tinerețe. Spre deosebire de Falstaff, el ajunge un personaj mai matur, iar această transformare poate fi observată în prima carte, din momentul în care decide să-și riște viața pentru a o proteja pe proverbiala domniță aflată în dificultate, Helena, în plină desfășurare a Răscoalei lui Hmelnițki. Această transformare este probabil cea mai mare diferență dintre Zagłoba și Falstaff. Sienkiewicz însuși a scris despre Zagłoba și Falstaff astfel:
| “ | Cred că Zagłoba este un personaj mai bun decât Falstaff. În esență, bătrânul nobil era un om bun. Se lupta cu curaj când era necesar, acolo unde Shakespeare îl transformă pe Falstaff într-un laș și un fricos. | ” |

William Lyon Phelps⁠(d) notează că, dacă Zagłoba ar fi o copie a lui Falstaff, el este la fel de bun ca originalul, fapt pentru care îl aplaudă pe Sienkiewicz. Edward Bolland Osborn⁠(d) a observat că este prea complex pentru a fi comparat cu un singur personaj și are calități ale mai multor personaje, preferând să-l descrie ca pe o caricatură „a personajului unui polonez din ultimele zile ale cavalerismului creștin, când sabia încă mai era argumentul suprem, iar [Polonia] era bastionul principal al creștinătății împotriva armatelor uriașe ale [turcilor]”... Din punct de vedere politic, Zagłoba este un model de nobil polonez mărunt din vremurile politicii poloneze dominate de Sejmik⁠(d), un catolic destul de intolerant, susținător vocal al valorilor sarmatismului, cum ar fi Libertățile de Aur și liberum veto, considerând clasa nobiliară ca fiind superioară tuturor.

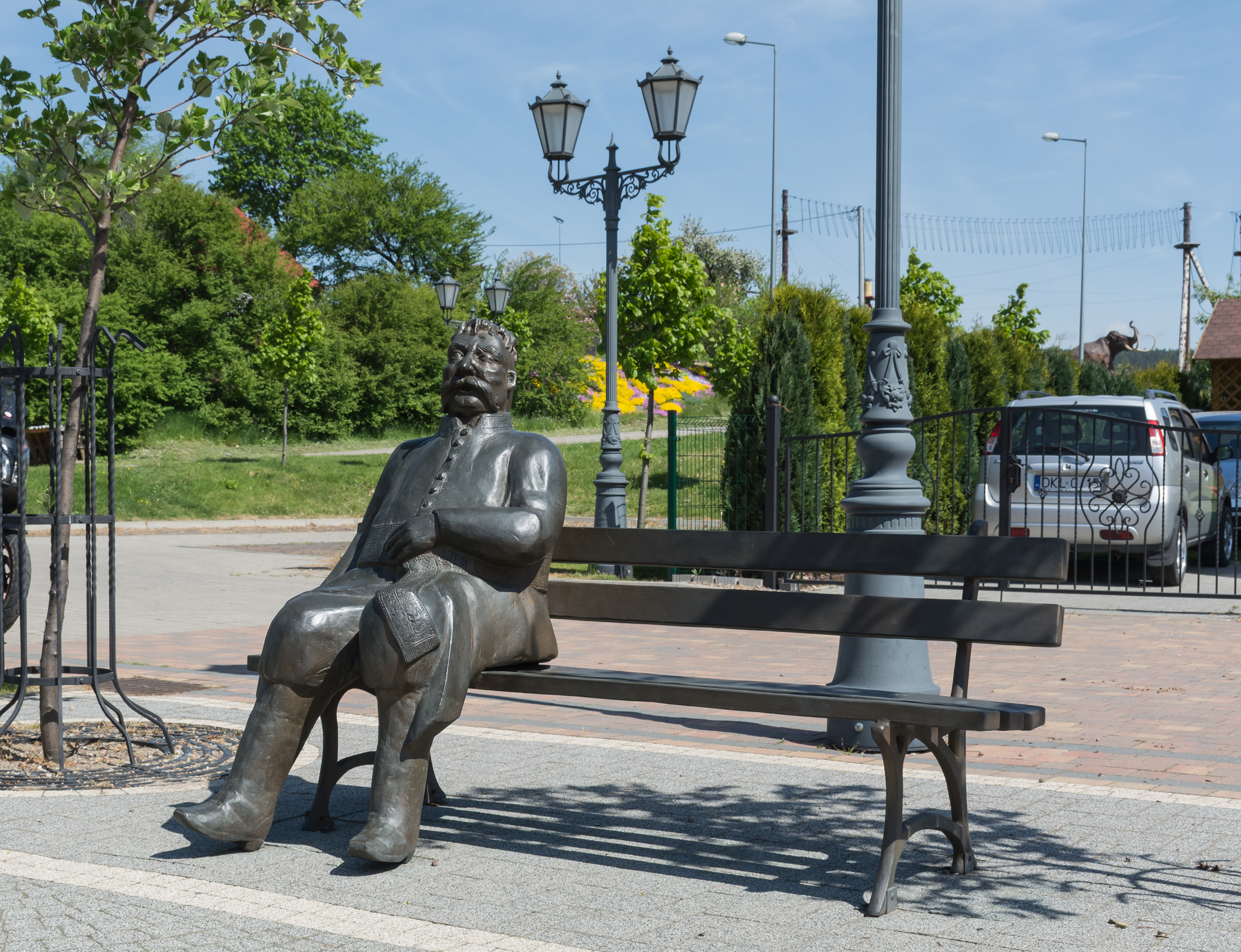
Statuie a sa la Szczytna

Un alt personaj cu care a fost comparat Zagłoba este Odiseu (Ulise), datorită minții lor viclene, mereu pline de planuri și strategii. De asemenea, a fost comparat cu o serie de alte personaje, cum ar fi Thersites⁠(d) sau personajul principal din piesa de teatru antică romană Miles Gloriosus (Războinicul lăudăros) de Titus Maccius Plautus.
Stanisław Kozłowski notează că portretizarea pozitivă și ușoară a lui Zagłoba este folosită de Sienkiewicz pentru a contrabalansa decorul sumbru al acțiunii, care are loc în timpul războiului și devastării. El este simbolul optimismului și al speranței eterne și un strateg care își poate găsi singur calea de a scăpa de necazuri. El este adesea considerat atât o figură comică, cât și un erou plin de patriotism, chiar dacă acesta din urmă provine mai des din necesitatea momentului. Este respectat pentru ideile sale, inteligența și limba ascuțită. De exemplu, când regele suedez Carol al X-lea Gustav a promis că îi va da lui Jan Zamoyski⁠(d) Voievodatul Lublin în posesie ereditară pentru deschiderea porților cetății Zamość, Zagłoba i-a cerut în schimb lui Jan să promită că îi va da regelui suedez provincia Țările de Jos. Toți cei care au auzit asta au râs de regele suedez.
Influența de lungă durată a lui Zagłoba asupra culturii poloneze poate fi văzută, de exemplu, în apariția sa într-o reclamă de televiziune poloneză din 2000 pentru fabrica de bere Okocim.

## Zagłoba în film și televiziune
- 1914 - Obrona Częstochowy⁠(d) (r. Edward Puchalski ) - interpretat de Aleksander Zelwerowicz⁠(d)
- 1962 - Col ferro e col fuoco⁠(d) (Invasion 1700⁠(d). r. Fernando Cerchio⁠(d)) - interpretat de Akim Tamiroff
- 1969 - Pan Wołodyjowski (r. J. Hoffman) - interpretat de Mieczysław Pawlikowski
- 1969 - Przygody pana Michała (serial TV) (r. P. Komorowski) - interpretat de Mieczysław Pawlikowski
- 1974 - Potopul (r. J. Hoffman) - interpretat de Kazimierz Wichniarz
- 1999 - Ogniem i mieczem (Prin foc și sabie. r. J. Hoffman) - interpretat de Krzysztof Kowalewski